# 믹 잭슨

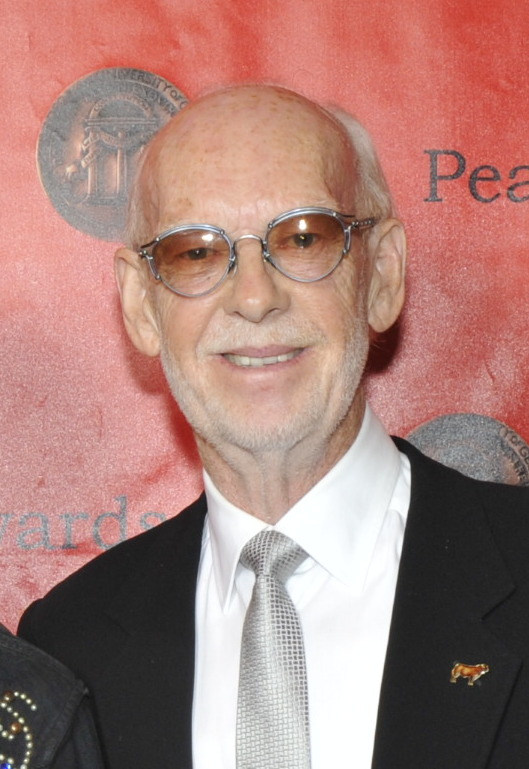
2011년 모습

믹 잭슨(Mick Jackson, 1943년 10월 4일 ~ )은 잉글랜드의 영화 감독이다. BBC에서 방영한 종말물 전쟁 드라마 영화 《그날 그 이후》(1984)로 텔레비전 영화 부문 작품상을 받았으며, 템플 그랜딘 전기물인 텔레비전 영화 《템플 그랜딘》(2010)으로 2010년 제62회 프라임타임 에미상 미니시리즈·영화·드라마 스페셜 부문 감독상을 수상하였다.

## 연출 작품

### 영화
- 그날 그 이후 (1984, Threads)
- LA 이야기 (1991)
- 보디가드 (1992)
- 볼케이노 (1997)
- 모리와 함께한 화요일 (1999)
- 백만장자 프로젝트 (2002)
- 헤이디스 바이러스 (2006)
- 템플 그랜딘 (2010)
- 나는 부정한다 (2016)

### 텔레비전
- 커넥션스 (1978)